# Asunción Delmás Lapuente
Asunción Delmás Lapuente (Fuentes de Ebro, Zaragoza, 1867 - Fuentes de Ebro, Zaragoza, 1903) va ser una cantadora de jota aragonesa durant el segle xix.
Va ser deixebla de Santiago Lapuente i cantava amb una tesitura de mezzosoprano, fonamentalment al seu poble, Fuentes de Ebro.
Va destacar en els estils de l'«aragonesa pura» i l'«aragonesa lliure». Una de les «aragoneses» porta el nom de «jota d'Asunción Delmás». També va ser coneguda per la seva execució de l'estil «fiera de Fuentes»
En la seva família va haver més cantadores, com Carolina, Francesc i Baldomero Delmás, creador de l'estil «Baldomero».
Va morir durant un part el 1903.